# Stick (película)
Stick (1985) es una película estadounidense de género policíaco dirigida y protagonizada por Burt Reynolds y basada en la novela homónima de Elmore Leonard.

## Argumento
Ernest “Stick” Stickley, un antiguo ladrón de coches, acaba de salir de prisión. Queda con un viejo amigo, Rainy,  y antes de volver a casa hacen una breve parada cerca de los Everglades de Florida para hacer un negocio de drogas que acaba mal. Tras la muerte de su amigo, Stick necesita esconderse durante un tiempo para eludir a los asesinos (que necesitan eliminarlo también a él por ser testigo de lo sucedido)
Durante este tiempo, Stick resulta estar en el lugar adecuado y en el momento justo cuando ayuda a Barry, un excéntrico millonario, a abrir su coche bloqueado. Así, empieza a trabajar como su chófer, vive en una casa acogedora e intenta recuperar el tiempo perdido con Katie, su hija adolescente. También encuentra el amor en Kyle, una consultora financiera que trabaja como asesora de negocios de Barry, quien decidirá qué se puede rescatar de Stick.
Sin embargo, antes de poder seguir con su nueva vida, Stick se enfrenta a Chucky, uno de los traficantes, para que le devuelva el dinero que le debían a su difunto amigo. Chucky se niega y le ordena a Moke, el asesino a sueldo albino, que vaya tras el exconvicto. Stick no puede seguir con su nueva vida sin antes limpiar su pasado. Se convierte en el objetivo de Moke y del cártel del que forma parte Chucky, dirigido por Nestor, un fanático del vudú.
Un enfrentamiento a tres bandas en la terraza de un edificio de gran altura termina con las muertes de Chucky y Moke. A partir de entonces, Stick debe valerse de su astucia y sus ágiles puños para encargarse de su último enemigo, Nestor, quien ha secuestrado a su hija.

## Reparto
| Actor                 | Personaje                | Notas                              |
| --------------------- | ------------------------ | ---------------------------------- |
| Burt Reynolds         | Ernest “Stick” Stickley  |                                    |
| Candice Bergen        | Kyle                     |                                    |
| Charles Durning       | Chucky                   |                                    |
| George Segal          | Barry                    |                                    |
| Jose Pérez            | Rainy                    |                                    |
| Richard Lawson        | Cornell                  |                                    |
| Cástulo Guerra        | Nestor                   |                                    |
| Dar Robinson          | Moke                     |                                    |
| Tricia Leigh Fisher   | Katie                    |                                    |
| Sachi Parker          | Bobbi                    |                                    |
| Alex Rocco            | Firestone                |                                    |
| Jorge Gil             |                          | doble de Chucky                    |
| Armand Grossman       |                          | doble de Chucky                    |
| Ignacio Menocal       |                          | doble de Néstor                    |
| Jesús Menocal         |                          | doble de Néstor                    |
| David Cadiente        |                          | doble de Néstor y Dave Cadiente    |
| Gary Carlos Cervantes |                          | doble de Néstor y Carlos Cervantes |
| Richard L. Durán      |                          | doble de Néstor                    |
| Tomás Rosales, Jr.    |                          | doble de Néstor.                   |
| Bert Rosario          | Propietario de la bodega |                                    |

## Producción
«Quise hacer esa película en cuanto leí el libro [dijo Reynolds]. Respetaba el trabajo de Leonard. Sentía que conocía el estilo de vida de Florida, ya que me he criado ahí. ¡Yo era ese tío!»
El afamado especialista Dar Robinson hizo el papel del sicario albino, Moke.  La escena de la muerte de su personaje, el cual se cae del lado de un edificio mientras dispara una pistola, utiliza el invento de Robinson, un desacelerador, por lo que las cámaras podían grabar desde arriba sin un airbag visible debajo (en este plano también se puede ver una multitud de gente dispersa por abajo). Esta fue la primera y última gran aportación cinematográfica de Robinson (quitando el trabajo como doble). En 1986 murió en un accidente de moto fuera de rodaje.
Reynolds recordaba: «Volví a ver mis cortes de la película y de verdad pensé que había hecho una buena película. Sin embargo, me llegaron respuestas muy rápidamente de la gente de Black Tower (sede principal de Universal Studios) que querían que se hiciesen algunos cambios.»
El estudio aplazó la fecha prevista de lanzamiento y le pidió a Reynolds que volviese a rodar la segunda mitad de la película. Se trajo a un nuevo guionista que propuso un argumento secundario en el que su personaje se reunía con su hija después de salir de la cárcel. Reynolds dijo que su agente le advirtió de que se ciñiera a los cambios: 
«Al final me di por vencido con la película. No me enfrenté con ellos. Dejé que eliminaran lo mejor de mí… Leonard vio la película el día que lo entrevistaban para la cubierta de Newsweek y les dijo que no le había gustado nada. Después de su comentario, cada crítica atacaba a la película y él no se dirigió hacia mí. Cuando volví a rodar la película solamente examiné las resoluciones. No estoy orgulloso de lo que hice, pero me hago responsable de mis actos. Todo lo que puedo decir, y no es a modo de defenderme, es que si te gustó la primera parte de Stick es lo que intentaba conseguir.»
«Es muy muy teatral [criticó Leonard respecto a la película]. Hago todo lo que está a mi alcance para conseguir que mis textos no parezcan textos, y que cuando aparezcan en pantalla se vean personas actuando por todos los lados.»

## Recepción
Stick recibió críticas negativas. Pese a ser la película número uno el fin de semana de su estreno, fue todo un fracaso en taquilla pues solo recaudó 8 millones y medio de dólares comparado con sus 22 millones de presupuesto.
Más adelante, Leonard admitió que Reynolds «simplemente no lo hizo nada bien...»«No fui capaz de detectar mi estilo en esa película de ningún modo. Llegaron incluso a meter otro guionista para añadir más acción... Burt había hecho Sharky's Machine y Gator y pensé que sería igual de bueno con Stick. Pero necesitaba un buen director. Dirigirlo por sí mismo hizo que fuese simplemente Burt Reynolds.»